# 加美町 (兵庫県)
加美町（かみちょう）は、かつて兵庫県の中部にあった町。多可郡に属した。
2005年11月1日、中町・加美町・八千代町の3町が合併し、多可町となったため消滅した。
多可町において、旧加美町域に地域自治区として「加美区」が設置された。

## 地理
加古川水系の杉原川河谷に沿う、静かな山間の町。北端の播州峠を越えると、国が播磨から丹波へ変わり、丹波市（旧青垣町）に至る。
- 山: 三国岳 (855m) 播磨国・丹波国・但馬国3国の境に位置。

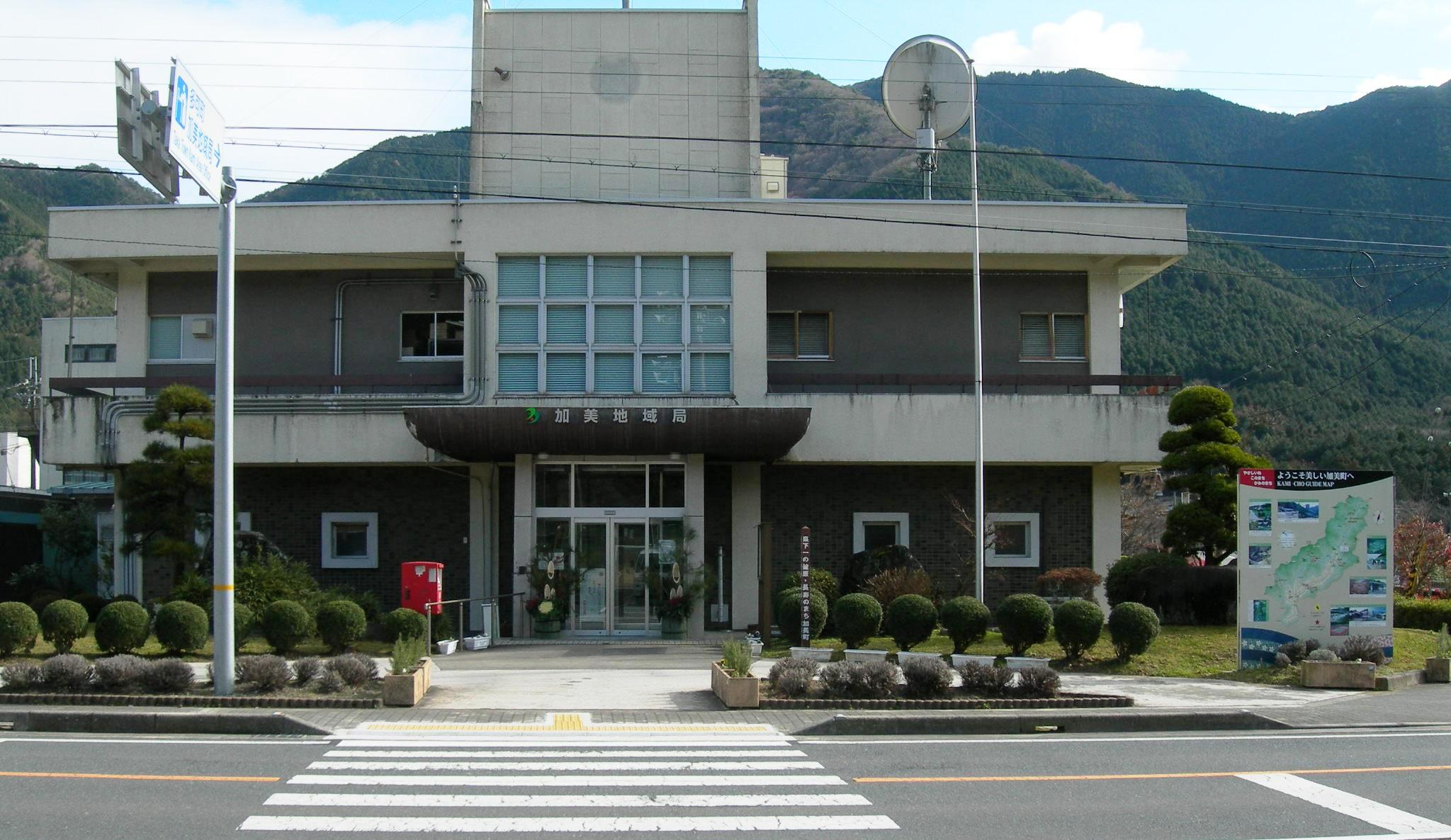
2009年1月撮影。合併後は加美地域局となった、加美町役場。老朽化のため、閉鎖の予定で、地域局機能は加美公民館に移転される。（出典 多可町議会だより2008年5月・No.10）

- 河川: 杉原川、多田川

### 隣接していた自治体
- 丹波市
- 多可郡中町、八千代町
- 神崎郡神崎町
- 朝来市

## 歴史
- 1955年（昭和30年）1月1日 - 杉原谷村・松井庄村が合併して加美村が発足。
- 1960年（昭和35年）1月1日 - 加美村が町制施行して加美町となる。
- 2005年（平成17年）11月1日 - 中町・八千代町と合併して多可町が発足。同日加美町廃止。

## 行政
- 町長 戸田善規（2004年から）

## 経済

### 産業
- 主な産業
  - 林業（スギ・ヒノキ）
  - ミツマタを用いた高級和紙「杉原紙」が古くから知られる。

## 地域

### 教育
- 加美町立松井小学校
- 加美町立杉原谷小学校
- 加美町立加美中学校

## 交通

### 鉄道路線
町内を走る鉄道路線はない。鉄道を利用する場合の最寄り駅は、JR西日本加古川線西脇市駅。

### バス路線
- 加古川線西脇市駅から、神姫バス 鳥羽上・山寄上方面行きに乗車。

### 道路
- 国道
  - 国道427号
- 都道府県道
  - 兵庫県道8号加美山崎線
  - 兵庫県道78号丹波加美線
  - 兵庫県道143号加美八千代線
  - 兵庫県道293号門村山南線

## 名所・旧跡・観光スポット・祭事・催事
- 道の駅R427かみ